# Saint-Hilaire (Alta Garonna)
Saint-Hilaire è un comune francese di 1 096 abitanti situato nel dipartimento dell'Alta Garonna, nella regione dell'Occitania.

## Società

### Evoluzione demografica
Abitanti censiti